# Metzneria santolinella
Metzneria santolinella is een vlinder uit de familie tastermotten (Gelechiidae). De wetenschappelijke naam is voor het eerst geldig gepubliceerd in 1936 door Amsel.
De soort komt voor in Europa.